# Kortsprietmaskerbij
De kortsprietmaskerbij (Hylaeus brevicornis) is een vliesvleugelig insect uit de familie Colletidae. De wetenschappelijke naam van de soort is voor het eerst geldig gepubliceerd in 1852 door Nylander.